# Martin Fellenz

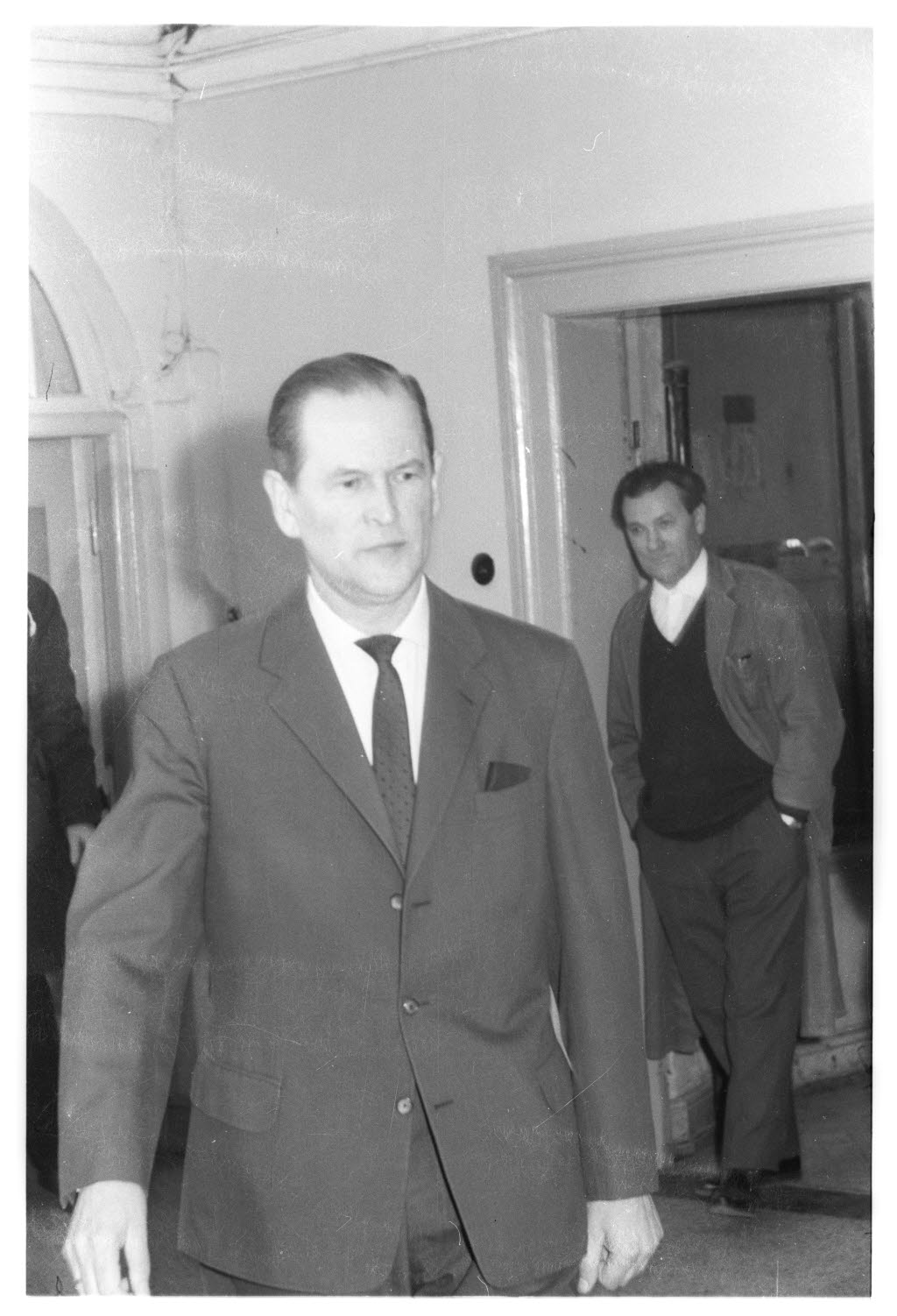
Martin Fellenz nach seiner Verurteilung am 27. Januar 1966

Martin Fellenz (* 20. Oktober 1909 in Duisburg; † 1. Mai 2007 in Haddeby) war ein deutscher SS-Führer, Täter des Holocaust, Chorleiter, Komponist und Kommunalpolitiker (FDP).

## Leben

### Herkunft, Beruf und Hinwendung zum Nationalsozialismus
Martin Fellenz war der Sohn eines Drehers. Nach dem Ende seiner Schulzeit begann er eine Lehre zum Bankkaufmann, die er nicht abschloss. Danach wurde er Pianist bei der Duisburger Jägerkapelle. Ab 1931 war er bei der Operettenbühne in Duisburg-Hamborn tätig als erster Kapellmeister und Dirigent bei Operettenaufführungen. Anfang der 1930er Jahre heiratete er seine erste Ehefrau, die Schauspielerin war. Die Ehe wurde später geschieden.
Fellenz trat zum 1. August 1932 der NSDAP bei (Mitgliedsnummer 1.289.093) und schloss sich auch der SS an (SS-Nummer 49.689). Nebenamtlich betätigte er sich als Schreiber bei der SS-Standarte 75. Innerhalb der SS stieg er bis zum SS-Sturmbannführer auf. In seiner Freizeit war er Turnierreiter und komponierte einen SS-Treuemarsch.

### Zweiter Weltkrieg – Mitwirkung am Holocaust in Polen
Nach dem Überfall auf Polen zu Beginn des Zweiten Weltkrieges war Fellenz während der deutschen Besetzung Polens ab Dezember 1939 Stabsführer des SS- und Selbstschutzführers in Krakau. Ab März 1940 war er Adjutant und von Juni 1941 bis Oktober 1942 Stabsführer des SS- und Polizeiführers (SSPF) in Krakau. In dieser Funktion war er im Distrikt Krakau des Generalgouvernements Mitorganisator von Judendeportationen aus den städtischen Judenghettos in die Vernichtungslager. In einer ersten Welle, die am 1. Juni 1942 in Krakau begann und am 10. September 1942 endete und über 100.000 Menschenleben kostete, sollten als „nicht arbeitsfähig“ klassifizierte Juden (unter 16-jährige und über 35-jährige) selektiert und in Vernichtungslager deportiert werden. Aufgrund der Größenordnung der zur Ermordung bestimmten Menschen wurden neben Polizisten unterschiedlicher Dienststellen auch Angehörige der Waffen-SS eingesetzt. Daher oblag die Koordination dieser Maßnahmen dem SSPF Krakau Julian Scherner. Mit der praktischen Zusammenarbeit und Koordination der deutschen Instanzen vor Ort wurden Scherners Stabsführer Fellenz und Adjutant Bartsch beauftragt. Sie leiteten Einsatzbesprechungen unmittelbar vor den Deportationen, an denen neben den Kreishauptleuten und Stadtkommandanten auch Vertreter der Sicherheits- und Ordnungspolizei, des Arbeitsamtes und manchmal auch der Wehrmacht teilnahmen. Nach dem Interessenabgleich der deutschen Instanzen wurden die regionalen und zeitlich begrenzten Mordaktionen vereinbart, geplant und umgesetzt.
Im November 1942 meldete sich Fellenz zur Waffen-SS und leistete Kriegsdienst. Ab 1944 war er Adjutant des Höheren SS- und Polizeiführers (HSSPF) Ost Wilhelm Koppe.

### Nachkriegszeit
Bei Kriegsende setzte Fellenz sich nach Schleswig ab. Dort lebte seine zweite Ehefrau, die er 1944 geheiratet hatte. In der Bäckerei seines Schwiegervaters übernahm er die Geschäftsführung. Noch 1945 wurde er aufgrund seiner SS-Zugehörigkeit verhaftet und für zwei Jahre in ein Internierungslager verbracht. Nach einem Spruchkammerverfahren wurde er 1947 als Mitläufer entnazifiziert. Nach der Entlassung nahm er wieder seine Tätigkeit als Geschäftsführer auf. Daneben war er seit 1947 Dirigent des Schleswiger Gesangvereins 1839 und des Gewerkschaftssängerchors „Frohsinn“. Fellenz wurde im Frühjahr 1954 Mitglied der FDP. Nach den schleswig-holsteinischen Kommunalwahlen im Januar 1955 wurde der Freie Demokrat Ratsherr in Schleswig und blieb in dieser Funktion auch nach seiner Wiederwahl 1959. Er war in Ausschüssen der Schleswiger Ratsversammlung tätig, so im Ausschuss für Schul- und Kulturangelegenheiten sowie im Jugendpflegeausschuss. Darüber hinaus war er Kreischorleiter und Dirigent von drei Chören. In Schleswig war er ein angesehener Bürger.
Am 20. Juni 1960 wurde Fellenz, unmittelbar nach seiner Rückkehr aus Hayes and Harlington in England, Schleswigs Partnerstadt, in der er sich mit einer Delegation von Ratsherren zu einem Freundschaftsbesuch aufgehalten hatte, wegen des dringenden Verdachts der Mitwirkung am Mord an fast 40.000 Juden in Untersuchungshaft genommen. Im Zuge der Ermittlungen gegen einen ehemaligen SS-Unterscharführer, der 1942 Fellenz begleitet hatte und wegen des Mordes an 56 Juden zu lebenslangem Zuchthaus verurteilt wurde, war auch Fellenz ins Visier der Ermittlungsbehörden geraten.

### Gerichtsverfahren
Vor dem Schwurgericht am Landgericht Flensburg begann am 14. November 1962 der Prozess gegen Fellenz wegen der Mitwirkung an fast 40.000-fachem Judenmord. Ihm wurde die Leitung und Organisation von fünf „Judenaussiedlungen“ vorgeworfen, bei der im Sommer 1942 zigtausende Juden in die Vernichtungslager deportiert und hunderte Opfer bereits vor Ort erschossen wurden. Fellenz wurde beschuldigt, Mordaktionen in Miechów, Michalowice, Tarnów, Rzeszów (unter deutscher Besatzung: „Reichshof“) und Przemyśl organisiert zu haben. Im Zuge der Verhandlung wurden seitens der Staatsanwaltschaft 145 Zeugen u. a. aus den USA, Kanada, Belgien, Frankreich und Großbritannien vernommen. Unter anderem kamen auch Ereignisse der Judenverfolgung in Przemyśl zur Sprache, wo Juden sich vor ausgehobenen Gruben nackt ausziehen mussten und nach ihrer Erschießung in die Gruben fielen. Fellenz selbst beschrieb sich als „kleines Rädchen“ im Getriebe der Mordmaschinerie und erklärte, er sei lediglich Beobachter und Berichterstatter gewesen. Die ihm von Zeugen vorgeworfenen eigenhändigen Erschießungen habe er nicht begangen und meinte, es müsse sich dabei um eine Verwechslung handeln.

„Ich bin mir keiner Schuld bewußt. Mit den Judenaussiedlungen habe ich nichts zu tun. Ich habe sie zwar gesehen. Aber ich war nur als Beobachter dabei. Nicht als Kontrolleur. Erst recht nicht als ‚Befehlsgeber‘.“

Die Staatsanwaltschaft beantragte eine lebenslange Zuchthausstrafe und die Aberkennung der bürgerlichen Ehrenrechte auf Lebenszeit. Am 11. Januar 1963 wurde Fellenz wegen Beihilfe zum Mord „in zwei Fällen“ (zwei „Aktionen“, nicht Einzeltaten), die das Schwurgericht als erwiesen ansah, zu vier Jahren Zuchthaus verurteilt. Bezüglich der weiteren Anklagepunkte wurde er freigesprochen. Die bürgerlichen Ehrenrechte wurden ihm nicht aberkannt. Durch Anrechnung der über zweijährigen Untersuchungshaft und in Aussicht gestellter Strafaussetzung zur Bewährung wurde der Haftbefehl aufgehoben und Fellenz konnte das Gericht als freier Mann verlassen.
Das Urteil wurde durch den Bundesgerichtshof wieder aufgehoben und der Fall an das Landgericht Kiel verwiesen. Aufgrund neuer Verdachtsmomente waren zuvor bereits die Ermittlungen gegen Fellenz wieder aufgenommen und Fellenz in Untersuchungshaft genommen worden. Anfang September 1965 wurde der Prozess gegen ihn vor dem Schwurgericht am Landgericht Kiel neu aufgerollt. Wegen Beihilfe zum Mord in „vier Fällen“ („Aktionen“) wurde Fellenz am 27. Januar 1966 zu sieben Jahren Zuchthaus verurteilt. Das Gericht stellte die Schuld des Angeklagten vollumfänglich fest, da ihm Zweck und Ziel der Judenaussiedlungen bekannt gewesen seien und er diensteifrig dabei mitgewirkt habe. Für Fellenz' Berufung auf Befehlsnotstand fand das Gericht keine Beweise. Die ihm aufgrund von Zeugenaussagen zur Last gelegten Einzeltötungen wurden wegen unzureichender Beweislage bei der Urteilsfindung nicht berücksichtigt. Da er sich seit Sommer 1960 fast durchgehend in Untersuchungshaft befunden hatte, wurde der Haftbefehl gegen ihn aufgehoben, auch weil mit einer Aussetzung der Reststrafe zur Bewährung zu rechnen sei.

### Spätes Leben
In der Zeit von 1981 bis 1989 war Fellenz Klavierlehrer an der Kreismusikschule in Flensburg. Er betätigte sich weiterhin als Klavierbegleiter und wurde Leiter des Männergesangvereins „Eintracht Fleckeby“. Sein Wohnsitz war in Lürschau.
Im Jahr 1996 zeichnete ihn der Deutsche Sängerbund zum 60-jährigen Chorleiterjubiläum mit der goldenen Ehrennadel mit Schleife aus.

## Kompositionen
Als Chorleiter schrieb Fellenz verschiedene Werke für Chöre, wie Abendruh, ein Chorwerk mit Baritonsolo, Erinnerung an Schleswig, Volksliedbearbeitungen, sowie Märsche, darunter einen Marsch anlässlich der Städtepartnerschaft Schleswigs mit Mantes-la-Jolie. Ein Weihnachtswiegenlied wurde mit dem Ersten Preis eines Quäker-Wettbewerbs ausgezeichnet. In der NS-Zeit publizierte er 1935 einen SS-Treuemarsch.